# Karine Trudel
Karine Trudel est une factrice, militante syndicale et femme politique canadienne. Elle a été d'octobre 2015 à octobre 2019 députée néodémocrate de la circonscription de Jonquière à la Chambre des communes du Canada. 

## Biographie
Karine Trudel a obtenu un DEC en sciences humaines du Cégep de Chicoutimi, et a entrepris des études universitaires en administration des affaires à l'Université du Québec à Chicoutimi avant d'entrer chez Postes Canada en 1999. Elle a été factrice et s'est impliquée dans le Syndicat des travailleurs et travailleuses des postes (STTP), devenant présidente de la section locale Saguenay-Lac-Saint-Jean de 2007 à 2015. Elle a également été formatrice dans ce syndicat.
Elle est mère monoparentale de deux enfants, et a également été mannequin pendant 13 ans.

### Carrière politique
Karine Trudel a été choisie sans opposition candidate du Nouveau Parti démocratique pour la nouvelle circonscription de Jonquière en novembre 2014. Lors de l'élection du 19 octobre 2015, elle remporte une victoire serrée, obtenant 29,2 % des voix contre 28,5 % pour le candidat libéral et 23,3 % pour le candidat bloquiste. 
Lors de sa première session à la Chambre des communes, elle profite d'un tirage au sort favorable lors de la détermination des députés autorisés à présenter un projet de loi émanant des députés, pour présenter en février 2016 un projet de loi visant à interdire les travailleurs de remplacement ou briseurs de grève lors de conflits de travail concernant des employeurs soumis au Code canadien du travail. Ce projet de loi a cependant été rejeté en deuxième lecture en septembre 2016.
Elle est nommée porte-parole du NPD pour le dossier de Postes Canada en novembre 2015, puis porte-parole principale en matière de travail depuis janvier 2018 ; elle avait auparavant été porte-parole adjointe dans ce domaine. Elle a aussi été porte-parole adjointe en matière d'éthique (février 2017 à janvier 2018) et de commerce international depuis avril 2018. Continuant à cumuler les fonctions au sein de son parti, elle est enfin devenue Leader parlementaire adjointe en mars 2019. Elle a ainsi défendu plusieurs enjeux touchant sa région, le Saguenay–Lac-Saint-Jean, comme le bois d’œuvre résineux, la crise du lait diafiltré, les renégociations de l’ALENA ou la protection des fonds de pension des personnes retraitées. 
Elle siège en 2018 au comité législatif chargé de l’étude du projet de loi C-65 portant sur le harcèlement en milieu de travail, au comité chargé de l’étude du projet de loi C-62 relatif aux droits des travailleurs et à la protection des droits syndicaux, ainsi qu’au Comité permanent des opérations gouvernementales et des prévisions budgétaires pour apporter des recommandations dans le cadre d’une étude sur l’avenir du système postal canadien. Karine Trudel intervient régulièrement en Chambre pour défendre les travailleurs des Postes et dénoncer en novembre 2018 la loi spéciale forçant le retour au travail des employés de Postes Canada, alors en période de grèves tournantes,. 
Lors des élections de 2019, elle subit la défaite devant le candidat du Bloc québécois Mario Simard.

### Reconnaissance
À l'automne 2018, le magazine Maclean's la nomme finaliste avec deux autres députés pour un prix de Parlementaire de l’année, dans la catégorie Meilleure représentation des commettants, récompensant la performance émérite de son mandat. 